# Baie de Collinson
La baie de Collinson est une baie du nord-ouest de l'île du Roi-Guillaume au Canada.